# 小行星13677
小行星13677（13677 Alvin）是一颗绕太阳运转的小行星，为主小行星带小行星。该小行星于1997年7月2日发现。

## 轨道参数
小行星13677的轨道半长轴为3.1430940 UA，离心率为0.091。